# Piergiorgio Bontempi
Piergiorgio Bontempi (Ancona, 6 februari 1968) is een Italiaans voormalig motorcoureur.

## Carrière
Bontempi begon zijn motorsportcarrière in 1987 in het Italiaans kampioenschap wegrace. In 1988 werd hij nationaal kampioen in de Sport Production 500 cc-klasse. In 1989 debuteerde hij in het wereldkampioenschap superbike, waarin hij op een Honda in vijf weekenden in actie kwam. Hij behaalde twee puntenfinishes in Pergusa. Tevens kwam hij uit in het Italiaans kampioenschap superbike, waarin hij met 77 punten vijfde werd. In 1990 reed hij op een Ducati in twee weekenden van het WK, maar kwam in geen van de races aan de finish. In het Italiaans kampioenschap werd hij negentiende met 26 punten. In 1991 stapte hij over naar een Kawasaki, waarvoor hij vijf weekenden in het WK reed. Een vierde plaats in Mugello was hierin zijn beste resultaat. In het Italiaans kampioenschap eindigde hij op de zevende plaats met 42 punten.
In 1992 reed Bontempi zijn eerste volledige seizoen in het WK superbike. Hij behaalde een podiumplaats op Monza en werd met 125 punten tiende in het klassement. In het Italiaans kampioenschap werd hij achter Fabrizio Pirovano tweede met 134 punten. In 1993 behaalde hij in het WK twee podiumplaatsen in Albacete en Estoril en werd zo met 184,5 punten zesde in het kampioenschap. In de Italiaanse klasse werd hij opnieuw tweede achter Pirovano, ditmaal met 124 punten. In 1994 was in het WK een vierde plaats in Albacete zijn beste resultaat, zodat hij met 116 punten achtste werd in de eindstand. In het Italiaanse kampioenschap zakte hij met 120 punten naar de derde plaats, achter Pirovano en Valerio Destefanis.
In 1995 behaalde Bontempi in het WK superbike zijn beste resultaat met een vierde plaats in Donington. Met 138 punten werd hij twaalfde in het kampioenschap. In de Italiaanse klasse werd hij vierde met 111 punten, achter Paolo Casoli, Pirovano en Massimo Meregalli. In 1996 gingen zijn resultaten in het WK achteruit, met een negende plaats op Brands Hatch als beste klassering. Hierdoor werd hij met 63 punten vijftiende in de eindstand. Verder reed hij zijn laatste seizoen in het Italiaanse kampioenschap, waarin hij ditmaal vijfde werd met 90 punten. In 1997 was in het WK een vijfde plaats in Spielberg zijn beste race-uitslag en werd zo met 118 punten tiende in de rangschikking. In 1998 was een zesde plaats in Albacete zijn beste resultaat, maar moest hij de laatste vier raceweekenden missen vanwege een blessure. Uiteindelijk werd hij dertiende in het klassement met 58 punten.
In 1999 stapte Bontempi over naar het wereldkampioenschap Supersport, waarin hij op een Yamaha reed. Hij behaalde twee podiumplaatsen in Albacete en Monza, voordat hij in Nürburg zijn eerste overwinning behaalde. Met 116 punten werd hij achter Stéphane Chambon en Iain MacPherson derde in de eindstand. In 2000 maakte hij de overstap naar een Ducati. Een vijfde plaats in Assen was zijn beste resultaat, waardoor hij met 51 punten twaalfde werd in het kampioenschap. In 2001 reed hij weer op een Yamaha en behaalde een podiumplaats in de seizoensopener in Valencia, zodat hij elfde werd met 58 punten. In 2002 keerde hij terug naar Ducati en behaalde hij een podiumplaats op Phillip Island, waardoor hij dertiende werd in het klassement met 51 punten.
In 2003 reed Bontempi geen races, maar in 2004 keerde hij terug in het WK superbike bij Suzuki. Twee negende plaatsen op Misano en Silverstone. Met 68 punten werd hij vijftiende in het kampioenschap. In 2005 kwam hij uit in enkele races van het FIM Endurance World Championship. Ook reed hij zijn laatste race in het WK Supersport op een Ducati in de race op Misano als eenmalige vervanger van Alessio Corradi en eindigde hierin als twintigste. Hierna beëindigde hij zijn motorsportcarrière en ging hij aan de slag voor de Italiaanse televisiezender Nuvolari.